# Contea di Prince William
La contea di Prince William (in inglese Prince William County) è una contea dello Stato della Virginia, negli Stati Uniti. La popolazione al censimento del 2000 era di 280 813 abitanti. Il capoluogo di contea è Manassas.

## Geografia antropica

### Suddivisioni amministrative

#### Città incorporate
| - Dumfries - Haymarket | - Occoquan - Quantico |

#### Comunità non incorporate
| - Aden - Antioch - Bethel - Brentsville - Bristow - Buckhall | - Buckland - Bull Run - Canova - Catharpin - Cherry Hill - Cornwell - Dale City | - Featherstone - Gainesville - Greenwich - Hoadly - Independent Hill - Lake Ridge - Linton Hall | - Loch Lomond - Montclair - Nokesville - Quantico Station - Rixlew - Southbridge - Sudley | - Sudley Springs - Thoroughfare - Triangle - Waterfall - Wellington - West Gate - Woodbridge - Yorkshire |